# Pandelleia albipennis
Pandelleia albipennis är en tvåvingeart som beskrevs av Villeneuve 1934. Pandelleia albipennis ingår i släktet Pandelleia och familjen parasitflugor. Inga underarter finns listade i Catalogue of Life.